# Lanxess Arena
Lanxess Arena (predhodno Kölnarena) je večnamenska športna dvorana v Kölnu, Severno Porenje - Vestfalija, Nemčija. Objekt so odprli leta 1998 in ima maksimalno kapaciteto okoli 20.000 obiskovalcev. Dvorana v prvi vrsti služi kot dom rokometnega kluba VfL Gummersbach, hokejskega kluba Kölner Haie in kot koncertno prizorišče.
Dvorano so 2. junija 2008 iz Kölnarena preimenovali v Lanxess Arena. Kemijski velikan Lanxess AG, ki izvira iz bližnjega Leverkusna, je namreč z upravitelji objekta podpisal sponzorsko pogodbo. Dvorana bo ime Lanxess Arena po pogodbi nosila naslednjih 10 let. 
Dvorana je gostila koncerte številnih glasbenikov svetovnega formata: Bob Dylan, Paul McCartney, Cliff Richard, Elton John, Rod Stewart, Rammstein, U2, Depeche Mode, Take That, Shania Twain, Westlife, a-ha, Roger Waters, Aerosmith, Anastacia, Tina Turner, Coldplay, Mariah Carey, Shakira, KISS, P!nk, Raygun, Christina Aguilera, Justin Timberlake, Backstreet Boys, Gwen Stefani, David Bowie, George Michael, Britney Spears, Spice Girls, Cher, Destiny's Child, Bruce Springsteen & The E Street Band, AC/DC, Slash's Snakepit, Metallica, Limp Bizkit, Linkin Park, Deftones, Mudvayne, Kylie Minogue in Tokio Hotel & Celine Dion.
V dvorani že več let potekajo boji, ki jih organizira wrestling organizacija World Wrestling Entertainment, ki je s svojimi prireditvami Köln obiskala že v letih 2002, 2003, 2006 in 2007.
Dvorana je bila eno od prizorišč Svetovnega prvenstva v rokometu 2007, v njej so odigrali tako tekmo za tretje mesto kot tudi veliki finale.
13. junija 2009 je v Lanxess Areni borilni spektakel pripravila organizacija Ultimate Fighting Championships (UFC), šlo je za 99. dogodek njihove svetovne promocije (UFC 99).  S tem je UFC tudi prvič obiskala Nemčijo.
29. in 30. maja 2010 je dvorana gostila turnir zaključne četverice rokometne Lige prvakov.
Za eno od prizorišč so si Lanxess Areno izbrali tudi organizatorji elitne divizije Svetovnega prvenstva v hokeju na ledu 2010. V dvorani so izpeljali oba polfinala, tekmo za tretje mesto in veliki finale.